# Micropsectra kaalae
Micropsectra kaalae är en tvåvingeart som först beskrevs av Hardy 1960.  Micropsectra kaalae ingår i släktet Micropsectra och familjen fjädermyggor. Inga underarter finns listade i Catalogue of Life.